# Цимбідіум тигровий
Цимбі́діум тигро́вий (Cymbidium tigrinum) — вид роду цимбідіумів (Cymbidium), родини орхідні (Orchidaceae).

## Біологічний опис
Це вид з родини Орхідних, що надає перевагу холодній погоді, щоб охолодитися, є літофітом, з псевдобульби від яйцеподібних до яйцеподібно-конічних, під яким кілька стручків із 3 до 5 листками, які є шкірястими, вигнутими, від вузько еліптичних до довгасто-ланцетних з коротким черешком. Квіти в прямому суцвітті тонкі від 12 до 23 см завдовжки, в базальних 3 до 6 кольорів від 5 до 10 см завдовжки, ароматні: з запахом меду. Цвіте з весни до середини літа.

## Поширення й середовище існування
Поширений по Гімалайському Китаї, Бірмі і Ассаму в Індії, де він росте на скелях на висоті від 1000 до 2700 метрів над рівнем моря.

## Загальна назва
Кастильською: Cymbidium rayas de tigre
Англійською: Tiger Striped Cymbidium

## Синоніми
- Cyperorchis tigrina (C.S.P.Parish ex Hook.) Schltr. 1924[1][2]